# 不明潜水物
不明潜水物（Unidentified submerged object，简称 ），是在河流、湖泊、海洋等水体中运动的不明物体。它不及不明飞行物（UFO）有名，但发现却比UFO早。
一般而言，USO的特徵是行动迅速，下沉深度远超各类已知潜水艇，能使無線電、雷达、声呐等电子设备失灵。关于USO的本质，一些人认为它是外星人的运载工具，甚至认为在海洋深处某个地方，有外星人的基地及據點，更有人宣稱是水怪或美人魚等等不知明深水的生物。主流观点认为，USO实际上是大气折射产生的幻影。

## 事件
不明潛水物有时出沒在地球遼闊的海洋中，而在這些不明潛水物中，它們曾在相當長的一段時間裡，讓美國、前蘇聯等幾個超級大國為之耗費了大量的財力和軍力以進行徒劳无功的追踪、搜索。
1902年，一艘航行在非洲西海岸几内亚海域的英国货船上的一名水手第一次有记录的观测到USO。此后，USO报道时有所闻，在1973年更是扰乱了北约在挪威岘科斯纳契湾的演习。1990年，北約的數十艘軍艦正在北大西洋進行軍事演習时，突然發現出現USO，於是集體圍捕攻擊。